# T'es pas la seule !
T'es pas la seule ! est une mini-série suisse en vingt épisodes de vingt minutes créée par Pauline Gygax et Stéphane Mitchell, et diffusée à partir du 18 février 2011 sur la TSR.
Au Québec, elle a été mise en ligne sur le site web de Séries+ à partir du 28 février 2004.

## Synopsis
Ève est une citadine, elle hérite du vignoble de sa tante en compagnie de sa sœur et de ses enfants.

## Distribution
- Isabelle Caillat : Eve Delarive
- Léandre Duggan : Casimir
- Élodie Frenck : Arielle
- Natacha Koutchoumov : Vavina
- Sibylle Blanc : Maxime

## Épisodes
- Deux sœurs que tout oppose
- Le coucou
- Chez toi, c'est chez moi !
- Mon Dieu qu'ai-je fait ?
- Faut pas pousser le bouchon
- Boire un petit coup
- Bio-dynamite
- Chaud devant !
- Quand le vin est tiré
- Rallumer le sapin
- Le ver est dans le fruit
- Quitte ou double
- Cousin, cousine
- Qui a bu
- La goutte qui fait
- Tant va la cruche
- Cahe-cache
- Adieu panier
- Money money money
- In vino veritas

### Articles
- « La RTS joue la carte des séries », L'Hebdo,‎ 3 novembre 2010 (lire en ligne).
- « La TSR fait le pari des histoires en séries », Le Temps,‎ 18 novembre 2010 (lire en ligne).
- « Trois acteurs au cœur des nouvelles histoires de la TSR », Le Temps,‎ 18 novembre 2010 (lire en ligne).
- « Vos amis sur Facebook », 20 minutes,‎ 20 février 2011 (lire en ligne).
- « Montreux Comedy Business », L'Hebdo,‎ 16 novembre 2011 (lire en ligne).
- « Nouvelle tête pour le Festival Tous Ecrans », Le Temps,‎ 12 mars 2013 (lire en ligne).
- « Série suisse à Monte-Carlo », Cinebulletin,‎ 24 octobre 2013 (lire en ligne).
- « T’es pas la seule ! sélectionnée au Festival international de Télévision de Monte-Carlo », Radio télévision suisse,‎ 21 mars 2014 (lire en ligne).